# 片马疣螈
片马疣螈（学名：Tylototriton joe），一种于中华人民共和国云南省西部高黎贡山南部西坡泸水市片马镇发现的蝾螈，隶属于蝾螈科疣螈属。种小名源自美国两栖爬行类学家和蛇类研究专家约瑟夫·布鲁诺·斯洛文斯基的昵称“Joe”，曾参与高黎贡山合作考察项目，2001年9月在缅甸北部因蛇咬而去世。

## 形态特征
片马疣螈体型较小，头体长（SVL）90－112mm，尾长大致等于头体长；头部两侧的棱脊较直，不与耳后腺前端连接；皮肤粗糙；身体背部和尾前部满布痣粒，体两侧各有13粒排列成纵行的圆形瘰粒，瘰粒较小且前后互不粘连；身体腹面疣粒大小一致，有横缢纹。全身黑褐色，个别个体头侧、指趾和尾端色略浅。